# 11506 Toulouse-Lautrec
11506 Toulouse-Lautrec (1990 ES1) là một tiểu hành tinh vành đai chính được phát hiện ngày 2 tháng 3 năm 1990 bởi E. W. Elst ở Đài thiên văn Nam Âu.